# Station Chingford
Chingford is een spoorwegstation van London Overground in Chingford (Waltham Forest) in Engeland. Het station is eigendom van Network Rail. Er worden meermaals per uur treindiensten aangeboden naar station London Liverpool Street. De volgende halte op de lijn is Highams Park. Vanaf 31 mei 2015 behoort de lijn tot het netwerk van London Overground, dat het beheer van het station overnam van Greater Anglia.

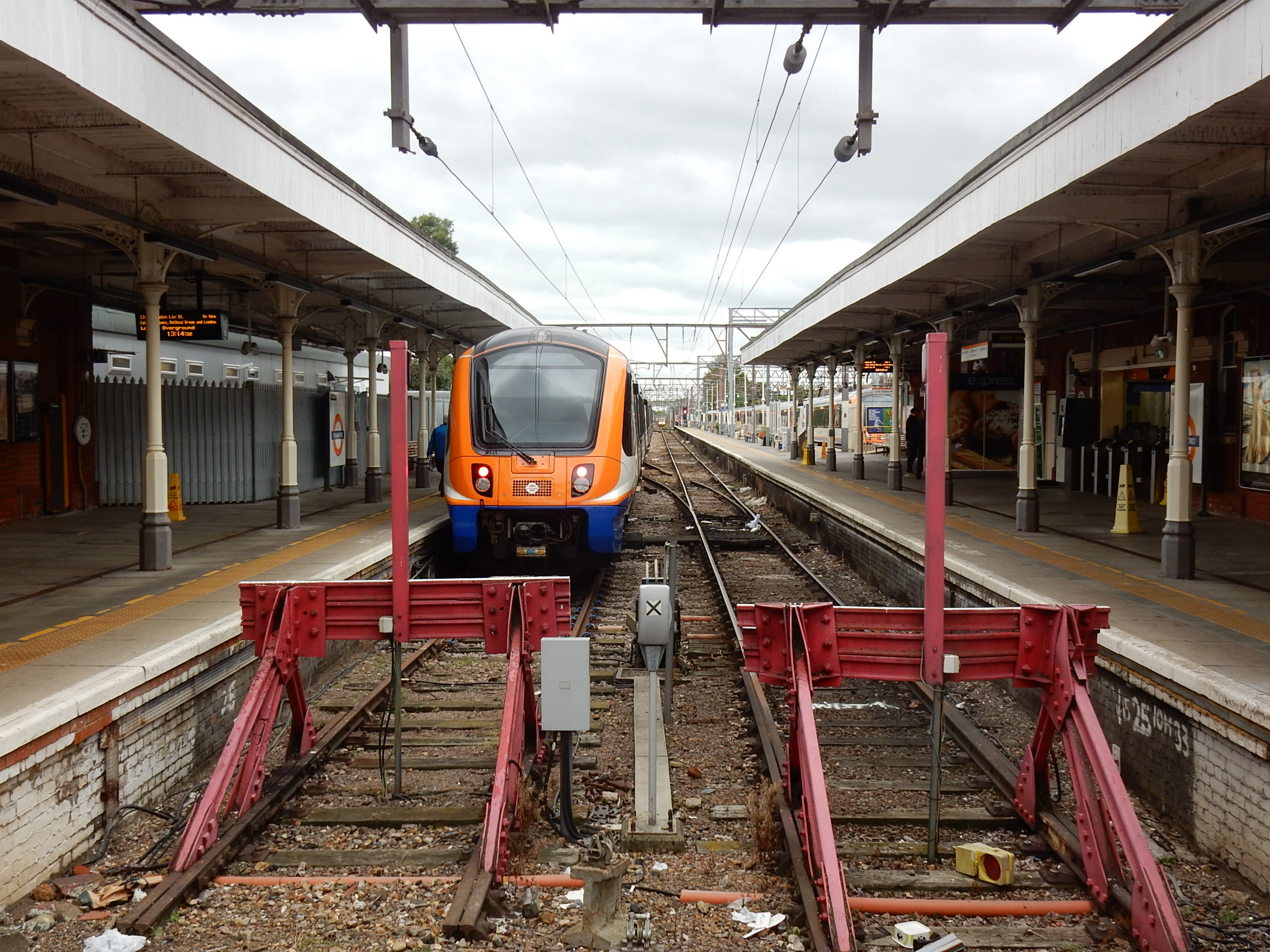
Perrons

## Treindiensten
Vanuit Chingford zijn er 4 treinen per uur naar London Liverpool street (off peak service). 

## Bussen
Treinreizigers kunnen overstappen op buslijnen 97, 179, 212, 313, 379, 385, 397, 444, 505 en N26 bij aankomst per trein in Chingford